# Markantalo
Markantalo var en finländsk elektronikkedja som grundades 1978 av Mikko Liettilä. Den hade 21 butiker över hela landet och ägdes av DSG International Plc. Alla kedjans fysiska butiker stängdes år 2009 och nätbutiken år 2016 när Markantalo fusionerade med Gigantti. Markantalos verkställande direktör var Ritva Irmeli Rytkönen.